# Seznam kulturních památek v Kutné Hoře-Vnitřním Městě
Tento seznam nemovitých kulturních památek v části Kutná Hora-Vnitřní Město ve městě Kutná Hora v okrese Kutná Hora vychází z  Ústředního seznamu kulturních památek ČR, který na základě zákona č. 20/1987 Sb., o státní památkové péči, vede Národní památkový ústav jako ústřední organizace státní památkové péče. Údaje jsou průběžně upřesňovány, přesto mohou obsahovat i řadu věcných a formálních chyb a nepřesností či být neaktuální. 
Pokud byly některé části dotčeného území vyčleněny do samostatných seznamů, měly by být odkazy na tyto dílčí seznamy uvedeny v úvodu tohoto seznamu nebo v úvodu příslušné sekce seznamu.}
- Seznam kulturních památek v ZSJ Kutná Hora-historické jádro I, jižní část Vnitřního Města. Severní hranici tvoří ulice Husova, Tylova, Sokolská.
- Seznam kulturních památek v Kutné Hoře v ZSJ Historické jádro dolní I, severovýchodní část Vnitřního Města. Jižní hranici tvoří ulice Tylova a Sokolská, západní hranici ulice Hloušecká a Kollárova.
- Seznam kulturních památek v Kutné Hoře v ZSJ Historické jádro horní I, severozápadní část Vnitřního Města. Jižní hranici tvoří ulice Husova, východní hranici ulice Hloušecká a Kollárova.

## Neroztříděné dle ZSJ
| Památka                      | Fotografie                                                 | Rejstříkové číslo v ÚSKP                                                             | Sídelní útvar                                               | Poloha                                                                | Popis a poznámky |
| ---------------------------- | ---------------------------------------------------------- | ------------------------------------------------------------------------------------ | ----------------------------------------------------------- | --------------------------------------------------------------------- | --- |
| Městské opevnění (Q37450507) | \| \| \| \| \| \|                                          | 36927/2-1043 Pam. katalog MIS                                                        | Kutná Hora-Vnitřní Město                                    | Hlouška, Vnitřní Město, Žižkov 49°56′59,94″ s. š., 15°15′42,17″ v. d. | Městské opevnění. Parcely č. 2, 3, 4, 911, 913/2, 915/2, 921, 923, 928, 945, 974, 1236/2, 1240, 1243/1–3, 2782, 2784, 2785, 4641, 4642, vše k. ú. Kutná Hora. Středověký fortifikační systém složitého vývoje. Komplikovaný, dosud ne zcela uspokojivě poznaný systém. K městu později připojeno Dolní město (Náměť), o které se hradební okruh zvětšil, vzhledem k existenci tzv. Horního a Dolního města se opevnění dělí do dvou základních částí. Dochovány zejména relikty vnější hradby, s baštami, týlním náspem a příkopem (zejména na západě a severu). - Opevnění Horního města bylo ve své výsledné, pozdně gotické fázi tvořeno hlavní hradbou, vnější hradbou s velkými baštami, příkopem a vnějším valem. Mezi oběma hradbami byl rovněž zemní násep. Dochovaly se části obou hradeb, mezilehlý násep a částečně také příkop. - Systém opevnění Dolního města je nejasný, pravděpodobně byl tvořen jen jednou prostou hradbou a patrně také příkopem. Dochovaly se nevelké fragmenty hradby. - Všechny čtyři brány - Kolínská na severozápadě, Kouřimská na západě, Čáslavská na jihovýchodě a Klášterská na severovýchodě, zanikly. Dochovaný památkový soubor se člení na 4 části: - hlavní hradba - vnější hradba s náspem a baštami - příkop - hradba Dolního města · Památkově chráněno od roku 1966. |
|                              | Kategorie „City walls of Kutná Hora “ na Wikimedia Commons | Hledat fotografie a kategorie ve Wikimedia Commons podle rejstříkového čísla památky | Nahrát snímek k tomuto tématu do úložiště Wikimedia Commons |                                                                       | |